# Харик, Изи
Изи (Ицхак-Лейб; в русскоязычных источниках Исаак Давидович) Харик (идиш איזי כאַריק‎; 17 марта 1898, Зембин, Борисовский уезд (Минская губерния), Российская империя — 28/29 октября 1937, Минск) — еврейский советский поэт, публицист, редактор, общественный деятель. Член Союза писателей СССР. Писал преимущественно на языке идиш.

## Биография
Родился в семье сапожника. Его дед (с материнской стороны) Лейзер Шейнман был известным в Зембине бадханом.
С ранних лет трудился пекарем, учителем, библиотекарем.
В 1916–1923 годах был членом партии «Поалей-Цион». В 1919 году Харик добровольцем записался в Красную армию, участвовал в гражданской войне (служил санитаром).
В 1920 году впервые опубликовал свои стихи в московском журнале «Комунистише велт» («Коммунистический мир») под псевдонимом А. Зембин. Учился в Харькове на курсах фармацевтов, некоторое время в начале 1920-х годов работал в аптеке Борисова.
В 1921—1922 годах был студентом медицинского факультета Белорусского государственного университета, жил в Минске по адресу ул. Ново-Романовская, 33. C 1922 года обучался в Москве, в Высшем литературно-художественном институте им. В. Я. Брюсова. Окончил еврейское отделение педагогического факультета 2-го Московского государственного университета. Переехав в Минск в 1928 году, работал секретарём, затем редактором журнала «Штeрн» («Звезда»), выходившего на языке идиш. Был членом президиумов Союзов писателей СССР и БССР, председателем еврейской секции Союза писателей БССР.
С 1931 года — член ЦИК БССР.

11 сентября 1937 года Изи Харик был арестован по делу «Объединенного антисоветского подполья», ордер на арест подписывал нарком внутренних дел БССР Борис Берман, непосредственно исполнял приказ лейтенант Ф. Шейнкман. 
Ордер № 3039.
11 сентября 1937 г. Действителен 1 сутки.
Выдан мл. лейт. госбезоп. тов. Шейнкману.
Вам поручается произвести обыск и арест гр-на Харика Исаака Давидовича, прож. г. Минск, Советская, 148/19, кв. 52.
Всем органам Советской власти и гражданам БССР надлележит оказывать законное содействие предъявителю ордера при исполнении возложенных на него поручений.

Народный Комиссар Внутренних Дел БССР Берман
По свидетельству поэта Станислава Шушкевича, который сидел с ним в одной камере, Харика пытали и избивали — лейтенант Шейнкман и сержант И.Кунцевич, чтобы добиться от него самооговора и доноса на друзей и коллег. После допросов Харик бился о дверь камеры и кричал на идише «Far vos?» («За что?»).
Судила Харика Военная коллегия Верховного суда СССР: И.С.Матулевич, Бронислав Владимирович Миляновский (1893–1940), И.М.Зарянов, секретарь — военюрист 2 ранга Д.П. Кудрявцев; 28 октября Изи Харику был вынесен смертный приговор. Судебное заседание длилось 15 минут.
Харика расстреляли в Минске в ночь «расстрелянных поэтов» с 28 на 29 октября 1937 года вместе с 100 представителей интеллектуальной элиты БССР, из которых 22 были белорусскими и еврейскими литераторами. Место захоронения неизвестно.
По другой версии — он погиб в Унжлаге.
Реабилитирован летом 1956 года.

## Семья
Жена (с 1932) — Дина Звуловна Харик (урожд. Матлина; 1911/3—2003, Минск). Арестована 5 ноября 1937 года.
После ареста Исаака Давидовича и Дины Звуловны их сыновей Юлика (1934 г.р.) и Давида (1936 г. р.) отправили в детский дом НКВД БССР.  Их судьба неизвестна.

## Творчество
Печатался с 1920 года. Первый сборник стихов «Цитер» («Трепет») вышел в Минске под эгидой «Культур-лиги» в 1922 году. Вторая, более зрелая книга Харика «Аф дер эрд» («На земле»), была опубликована в Москве в 1926 году. При жизни поэта вышли более десяти книг его стихов и поэм на идише.
Поэзия Харика насыщена мотивами народных песен ‒ еврейских и белорусских. Его сочинения становились хрестоматийными, их изучали в еврейских школах и училищах. Стихи Изи Харика переводили Анна Ахматова, Андрей Александро́вич, Петрусь Бровка, Змитрок Бядуля, Алесь Дударь, Аркадий Кулешов, Сергей Наровчатов, Максим Танк и многие другие известные поэты. Сам Изи Харик занимался литературным переводом с белорусского языка на идиш, в том числе произведений Якуба Коласа, Михася Чарота.
Посмертно сборники поэзии Изи Харика печатались в Минске, Москве, Нью-Йорке на идише, белорусском, русском языках.

## Избранные произведения и оценки
Считается, что наиболее ярким периодом творчества Изи Харика были середина и вторая половина 1920-х годов. В это время были созданы самые известные его поэмы: «Минские болота» (1924), «Шарманка» (1925), «Хлеб» (1925), «Душой и телом» (1927; вариант названия в переводе на русский язык — «Преданность»).
Более критично исследователи относятся к творчеству 1930-х годов, отмечая перенасыщенность лозунгами поэмы Харика «Круглые недели» (1930, опубликована отдельной книгой в 1932 г.), воспевание автором карательных органов в детской поэме о строительстве Беломорканала «От полюса к полюсу» (вышла в 1934 г.), участие в сервильном «Письме белорусского народа великому Сталину» (1936; был одним из шести соавторов). Однако полифоничная поэма «На чужом пиру» (1935, опубликована отдельной книгой в 1936 г.) о трагической судьбе творческого человека из дореволюционного местечка, заслуживает высокой оценки. Прототипом главного героя-вольнодумца стал дед Изи Харика Лейзер Шейнман.
В лучших поэмах и лирических циклах с большой художественной силой воплощены темы Гражданской войны, культурной революции и перестройки быта в еврейском местечке. По мнению израильских исследователей, «творчество Харика было глубоко новаторским: он мастерски пользовался обновлённой лексикой тех лет, неологизмами, новыми для еврейской поэзии образами и метафорами. Герой зрелой лирики Харика — это сильный здоровый человек, строитель, созидатель, порвавший с „жалким местечковым прошлым“. Увлечение строительством социалистической жизни, а также литературное новаторство и мастерство роднило его с такими поэтами, как В. Маяковский, Н. Тихонов, И. Сельвинский».
Многие из стихов Изи Харика (в том числе отрывки из поэмы «Хлеб») стали песнями, которые исполняются поныне — как в оригинале, так и в переводах на русский, белорусский языки.

## Память
- Именем поэта в 1998 году была названа улица в Зембине. В том же году белорусское почтовое ведомство выпустило конверт с изображением Изи Харика и подписью по-белорусски «Вядомы яўрэйскі паэт» («Известный еврейский поэт»)[3].
- С 1988 года имя Изи Харика носит Минское общественное объединение еврейской культуры (МООЕК) — одна из первых еврейских общественных организаций в Республике Беларусь.[12][13]
- Дом в Зембине, где родился и провёл детские годы Изи Харик, был снесён в 2001 году[3].